# Xambioá
Xambioá es un municipio brasileño del estado del Tocantins. Se localiza a una latitud 6°24′40″ S y a una longitud 48°32′11″ O, estando a una altitud de 141 metros. Su población estimada en 2007 era de 10.856 habitantes.
Fue conocida por haber sido escenario de la guerrilla del Araguaia, entre el final de la década de 1960 y fines de 1974.
En el conflicto entre el Ejército Brasileño y guerrilleros del Partido Comunista del Brasil fueron muertos o capturados decenas de comunistas. Del lado del Ejército Brasileño, murieron aproximadamente 16 soldados. Algunos habitantes de la región que integraron las fila guerrilleras también murieron. Hubo también los "bate-pau", que eran los moradores del local que optaban por ayudar el ejército.